# Greenland Square Zifeng Tower
Greenland Square Zifeng Tower, eller Nanjing Greenland Financial Center, (kinesisk 南京紫峰大厦) er en 450 meter høj skyskraber i Nanjing i Kina. Den står stod færdig 2009, og var i 2010 den sjettehøjeste bygning i verden. Det er Kinas næsthøjeste bygning. Bygningen har 89 etager, og 72. etage er åben for besøgende.

## Links
- Bygningen hos Adrian Smith designer page

32°3′45″N 118°46′41″Ø / 32.06250°N 118.77806°Ø